# ビットスター
株式会社ビットスターはゲームクリエイターである佐々木建仁が2006年に設立した制作会社。

## 会社概要
本社は東京都新宿区に所在する。業務としてゲームの企画制作や情報提供サービスを行う。業務用ゲーム開発出身者も多く在籍しており、2009年には業務用機器のイベントである「AOUアミューズメントエキスポ2009」において初めてのオリジナルタイトルを発表した。
また2010年にはアメリカのエンターテイメント業界のイベントである「IAPPA 2010」にSimuline社（韓国企業）と共同開発した大型アミューズメント機器を発表した。

## 開発・発売タイトル
- D1GPアーケード （2008年　発売：株式会社タイトー）
- アクアレースエキストリーム （2009年）
- AQUARACE EXTREME 4DEditiom （2010年）